# Analisi dei guasti
L'analisi dei guasti (in inglese Failure Analysis o FA) è il processo di raccolta ed analisi dei dati per determinare le cause di un guasto e per impedirne la ricorrenza. È un'importante disciplina in molti settori dell'industria manifatturiera, come ad esempio l'industria elettronica, nella quale è uno strumento essenziale usato nello sviluppo di nuovi prodotti e per il miglioramento dei prodotti esistenti. Si basa sulla raccolta delle componenti guastate per un esame successivo alla causa o alle cause di guasto, usando una serie di metodi, tra i quali la microscopia e la spettroscopia. I controlli non distruttivi (CND) presentano il vantaggio di non alterare i prodotti guasti durante le analisi, per cui gli esami iniziano sempre usando questi metodi, in modo da non influenzare le analisi successive.
Il termine "analisi dei guasti" si applica anche ad altri campi, come il business management e la strategia militare.

## Indagine giudiziaria
Il punto di partenza di un'analisi dei guasti è un'indagine giudiziaria sul processo o prodotto, in base al guasto occorso. Tale inchiesta può essere condotta usando metodi analitici scientifici (quali misure elettriche e meccaniche) o attraverso un approccio speculativo (quando non sono disponibili dei dati, ma è necessario comunque intraprendere un'azione). Un esempio di approccio speculativo è l'analisi dei disastri aerei, nei quali in genere le prove sono in gran parte andate distrutte, ma allo stesso tempo è importante ricostruire la dinamica dell'incidente. In tali casi, una o più delle possibili teorie vengono implementate, finché non sono disponibili informazioni addizionali.
Prima di iniziare un approccio speculativo, anzitutto vengono applicati i principi dell'analisi scientifica nei limiti del possibile, sfruttando gli indizi e le informazioni disponibili, e solo in un secondo tempo le informazioni mancanti sono integrate da un approccio speculativo in modo da formare un modello o un'ipotesi.
Durante l'analisi dei guasti talvolta si usa il termine No Fault Found (NFF) per indicare una situazione nella quale una modalità di guasto, dichiarata in origine, non può essere replicata dal tecnico che conduce l'indagine, quindi il potenziale difetto non può essere corretto.
L'NFF può essere attribuito a ossidazione, connessioni difettose di componenti elettrici, corto circuiti o interruzioni temporanee nei circuiti, errori software (bug), fattori ambientali temporanei, ma anche ad un errore dell'operatore. Un gran numero di dispositivi che sono dichiarati NFF durante la prima sessione di ricerca guasti spesso ritornano al laboratorio analisi guasti con gli stessi sintomi NFF, o con una modalità di guasto permanente.

## Metodi di analisi
L'analisi dei guasti di molti prodotti diversi implica l'uso dei seguenti apparati e tecniche.

### Microscopi
- Microscopio ottico
- Microscopio acustico a scansione (SAM)
- Microscopio a interazione atomica
- Microscopio stereoscopico
- Microscopio a raggi X
- Microscopio all'infrarosso
- Microscopio a dispositivo SQUID a scansione

### Preparazione dei campioni
- Incisore a getto
- Incisore al plasma

### Analisi spettroscopica
- Linea di trasmissione (TLPS)
- Spettroscopia Auger
- Spettroscopia dei transitori di livello profondo (DLTS)

### Modificazione dei dispositivi
- Incisione a fascio ionico focalizzato (FIB)

### Analisi delle superfici
- Ispezione delle superfici con liquido penetrante colorato

### Microscopia a microscopio elettronico
- Microscopio elettronico a scansione (SEM)
  - Corrente indotta da fascio elettronico (EBIC) in SEM
  - Alterazione della tensione indotta da cariche (CIVA) in SEM
  - Diffrazione da retrodiffusione elettronica (EBSD)
  - Spettroscopia EDX
- Analisi dei guasti con microscopia TEM

### Microscopia a iniezione segnali laser (LSIM)
- Stimolazione ottica di portatori.
  - Corrente indotta da fascio ottico (OBIC)
  - Variazioni di tensione indotte dalla luce (LIVA)
  - Modificazione di dispositivi coadiuvata al laser
- Stimolazione laser termica (TLS)
  - Variazione di resistenza indotta da fascio ottico (OBIRCH)
  - Variazione di tensione per induzione termica (TIVA)
  - Variazione di tensione indotta esternamente (XIVA)
  - Raffigurazione dell'effetto Seebeck (SEI)

### Sondaggio dei semiconduttori
- Stazione a sonda meccanica
- Sonda a fascio di elettroni
- Sonda di tensione a laser
- Sonda di emissione fotonica

### Tecniche di localizzazione dei guasti su base Software
- Navigazione CAD
- Generazione di programmi di prova automatici (ATPG)